# Franciszek Węgliński (podkomorzy chełmski)
Franciszek Węgliński, (Węgleński) herbu Godziemba (ur. ok. 1680, zm. 23 czerwca 1750 w Klesztowie) – polski szlachcic, podkomorzy chełmski, poseł na sejmy.

## Życiorys
Pierwszą nominację uzyskał 3 września 1702 roku na urząd chorążego parnawskiego, którym tytułował się przez następnych 30 lat. Był marszałkiem konfederackich sejmików chełmskich: 20 października, 17 listopada i 9 grudnia 1707 roku, 3 i 9 stycznia, 2 lutego, 20 marca i 4 czerwca 1708 roku. Marszałkował chełmskiemu sejmikowi deputackiemu 9 września 1709 roku.
W 1729 roku został wybrany posłem chełmskim na sejm. W 1730 roku został wybrany na 2 lata komisarzem do Trybunału Skarbowego 
w Radomiu. W 1732 roku uzyskał nominację na sędziego ziemskiego chełmskiego. W 1733 roku został wybrany jednym z sędziów kapturowych ziemi chełmskiej, później, w sierpniu i wrześniu tego roku uczestniczył w elekcji króla, kiedy głosował za Stanisławem Leszczyńskim.
Został marszałkiem sejmiku deputackiego 9 września 1737 roku. W 1738 roku kandydował na urząd podkomorzego chełmskiego po śmierci republikanta Krzysztofa Romanowskiego, lecz nie uzyskał nominacji. Na następnych sejmikach: deputackim 19 września 1741 roku został marszałkiem, a 10 września 1743 roku deputatem do Trybunału Koronnego na 1743 rok. W 1747 roku został wybrany podkomorzym chełmskim, choć tym tytułem posługiwał się już w 1745 roku. 
Franciszek Węgleński był czterokrotnie posłem swej ziemi na sejmy w latach 1729, 1736, 1746, był posłem ziemi chełmskiej na sejm 1748 roku. W czasie dwóch pierwszych sejmów nie przejawiał aktywności. Na sejmie w 1746 roku żądał m.in. kasaty ceł prywatnych i zastąpienia ich cłem generalnym, odmówił planowanej komisji walnej mocy stanowienia podatków, gdyż „takowa komisja inverso suo ordine odebrałaby władzę sejmowi”. Na sejmie w 1748 roku opowiadał się za usprawnieniem podatków, za zwiększeniem liczby komisarzy skarbowych oraz za zniesieniem cła brzeskiego na Bugu.

## Majątek
- W wyniku podziału majątku po ojcu w 1712 roku, jako najstarszy syn, otrzymał wsie Klesztów i Wołkowiany,
- pewien majątek wniosła mu żona Agnieszka, która w 1712 roku dokonała działu dóbr rodzinnych z bratem Franciszkiem Dłużewskim,
- wkrótce po 1712 roku Węgleński kupił Wołkowyje koło Hrubieszowa od braci Dominika, Jacka i Franciszka Bystrzanowskich stolnikowiczów różańskich,
- dzierżawił przez kilka lat od swego kuzyna Antoniego Komorowskiego część Wierzbicy oraz wsie Kuszaby i Równianki w powiecie krasnostawskim,
- skupował części innych posesorów (najczęściej zastawnych) w Wierzbicy,
- w latach ok. 1748–1750 dzierżawił od Jana Jakuba Zamoyskiego wsie: Rostokę, Żmudź, Dryszczów i Lipinki[4].

W 1750 roku Franciszek Węgleński założył we wsi Klesztów ogród włoski, którego pozostałości stanowią drzewa – kasztanowiec biały i robinia akacjowa.

## Życie rodzinne
Był najstarszym synem Zygmunta, podsędka ziemskiego chełmskiego oraz Zofii z domu Komorowskiej, sędzianki bełskiej. Miał rodzeństwo:
- brata Józefa, miecznika buskiego od 1713 roku, który zmarł między 1718 i 1730 roku), założył bełską linię swego rodu;
- siostry (Barbarę, Mariannę, Annę i Apolonię), które wyszły za przedstawicieli okolicznych średnioszlacheckich rodów: Janiszewskich, Jeruzalskich (Jaruzelskich), Kucharskich i Borzęckich.
- najmłodsza siostra, Konstancja pozostała w stanie panieńskim[4].

Ożenił się około 1712 roku z Agnieszką Dłużewską kasztelanką chełmską, córką Kazimierza Dłużewskiego, zmarłą po 20 sierpnia 1737 roku. Miał z nią dziewięcioro dzieci, byli to:

synowie:
- Jan (wydziedziczony przez ojca w jego testamencie), kanonik chełmski i proboszcz w Żelechowie,
- Łukasz (zmarły w 1784 roku), kolejno cześnik krasnostawski, podstoli, podczaszy, stolnik, chorąży i podkomorzy chełmski,
- Andrzej wstąpił do klasztoru pijarów w Podolińcu na Spiszu,
- Stanisław (zmarły po 1777 roku), kolejno łowczy i cześnik krasnostawski;

córki:
- Anna, późniejsza żona Adama Świeżawskiego, podstolego grabowieckiego,
- Rozalia (Róża), późniejsza żona Wacława Humnickiego, podstolego bełskiego i później – Józefa Skarbka Dydyńskiego, skarbnika grabowieckiego,
- Marianna została brygidką w klasztorze w Lublinie,
- najmłodsze Barbara i Elżbieta, których dalszych losów nie udało się ustalić[4].

Zgodnie z życzeniem zawartym w testamencie pochowany został w kościele reformatów w Chełmie.